# Steven Kalsakau
Steven Kalsakau est un homme politique vanuatais. Il exerce diverses responsabilités ministérielles dans les années 2000 et les années 2010 avant d'être reconnu en 2015 coupable de corruption et condamné à trois ans de prison et dix ans d'inéligibilité.

## Biographie
Il est le fils de John Kalsakau, premier autochtone vanuatais à obtenir un diplôme de médecine et lui-même fils de Tarimata Kalsakau, chef coutumier de l'île d'Ifira (en). 
Élu une première fois au Parlement de Vanuatu aux élections législatives de 2002 comme député d'Éfaté et avec l'étiquette de l'Union des partis modérés, il est réélu en 2004 et 2008 ; aux élections de 2012, il conserve son siège comme membre cette fois du Mouvement de réunification pour le changement. Il est ministre de l'Agriculture dans le gouvernement de coalition d'Edward Natapei en 2003, puis à nouveau de 2008 à 2010, avant de devenir ministre des Terres et des Ressources naturelles dans le gouvernement de Sato Kilman de 2011 à 2013. Le gouvernement Kilman n'étant pas soutenu par l'Union des partis modérés, il est expulsé du parti pour avoir accepté ce ministère.
En 2011 et en 2012, il s'attire de vives critiques en vendant ou louant à bas prix des terres appartenant à l'État à des membres de « sa famille, ses amis et ses associés commerciaux et politiques », dont son fils mineur, ainsi qu'à son chauffeur,,,. En octobre 2012, il est muté au poste de ministre de l'Éducation. En mars 2013, le gouvernement Kilman est contraint à la démission par une motion de censure au Parlement et le nouveau ministre des Terres, Ralph Regenvanu, introduit des réformes interdisant au ministre de vendre ou de louer des terres qui sont propriété publique.
En février 2014, alors que le Premier ministre Moana Carcasses Kalosil cherche à renforcer sa majorité parlementaire, Steven Kalsakau rejoint son camp en échange du poste de ministre de la Planification et de l'Adaptation au changement climatique. Le gouvernement perd néanmoins la confiance du Parlement dès le mois de mai. Steven Kalsakau siège sur les bancs de l'opposition jusqu'au retour au pouvoir de Sato Kilman en juin 2015 ; il est alors simple député de la nouvelle majorité. En août 2015 il est l'un des dix-huit députés de la majorité au pouvoir inculpés pour corruption. Il est reconnu coupable de corruption pour avoir accepté en 2014 un pot-de-vin de Moana Carcasses pour faire chuter le Premier ministre Joe Natuman par un vote de défiance, et condamné à trois ans de prison, et à dix ans d'inéligibilité en plus de la perte immédiate de son siège de député. L'un des quinze condamnés est le président du Parlement Marcellino Pipite, qui tente d'user de ses prérogatives en tant que chef d'État par intérim pour se gracier lui-même ainsi que ses collègues. De retour au pays après un voyage à l'étranger, le président de la République, Baldwin Lonsdale, annule cet emploi du droit de grâce. Steven Kalsakau demeure en prison jusqu'à sa libération conditionnelle en avril 2017, et demeure inéligible aux élections législatives de 2020 et de 2024.